# Rodica, Domžale
Rodica este o localitate din comuna Domžale, Slovenia, cu o populație de 773 de locuitori.